# Spring, Summer, Autunm & Winter
Spring, Summer, Autumn & Winter è un album in studio di Don Backy pubblicato per l'etichetta Forever nel 1984. La copertina che raffigura le quattro stagioni è interamente disegnata dall'artista. Importante sottolineare che l'intero disco è stato suonato in collaborazione (per quel che riguarda i cori) con I Pandemonium.
Il progetto contiene otto canzoni, due delle quali erano già state pubblicate precedentemente, ma con arrangiamenti diversi: precisamente Vola inserita nel 45 giri Marco Polo (commedia teatrale) del 1982 e Regina del 1983 come lato A del 45 giri (Luna di Roma/Regina), anche sigla del programma televisivo Mille bolle blu.

## Tracce

### LP
Lato A
Testi e musiche di Don Backy.
1. Grande musica – 4:05
2. Harlem – 4:31
3. Sognando – 5:12
4. Vola – 3:58

Lato B
Testi e musiche di Don Backy.
1. Bella la vita mia – 3:23
2. Accade che – 4:18
3. Sarebbe bello – 3:22
4. Regina – 4:00

## Formazione
- Don Backy – voce
- Stefano Cenci – tastiera
- Lanfranco "Titti" Fornari – batteria, percussioni
- Cesare Chiodo – basso
- Claudio Trippa – chitarra
- Stefano Tofi – sintetizzatore
- Francesco Santucci – sax
- Raffaele Monni – trombone
- Paolo Bartoni – tromba
- Pandemonium – cori

Note aggiuntive
- Nicola Petralia – staff production organizer
- Studio di registrazione: "Kosmo Recording s.r.l.", Roma
- Luca Torani – tecnico
- Luciano Torani – mixage
- Don Backy – disegni copertina
- "Iriscolor Perugia" – foto copertina
- Guglielmo Balucani Perugia – impaginazione grafica [1]